# Quercus hintonii
Quercus hintonii är en bokväxtart som beskrevs av Edmund Frederic Warburg. Quercus hintonii ingår i släktet ekar, och familjen bokväxter. IUCN kategoriserar arten globalt som akut hotad. Inga underarter finns listade.